# Eustache III de Boulogne
Pour les articles homonymes, voir Eustache.
Eustache III de Boulogne (av. 1060 – Rumilly, peu après 1125), fut comte de Boulogne de 1088 à 1125. Il était fils d'Eustache II et de sainte Ide de Boulogne.

## Biographie
En 1096, il se croisa à l'appel d'Urbain II, comme ses deux frères, Godefroi de Bouillon et Baudouin de Boulogne, qui fondèrent le royaume de Jérusalem entre 1099 et 1100.
Vers 1101, il épousa Marie d'Écosse, la fille du roi Malcolm III d'Écosse. Cette union montre que sa stratégie était de constituer une alliance contre les rois normands ; ces derniers possédaient la Normandie et l'Angleterre depuis 1066. Eustache avait certainement des possessions en Angleterre car il fit frapper des deniers à son nom à York. Tout au long de sa charge l'importance de Boulogne en Europe fut maintenue.
Son frère Baudouin Ier, premier roi de Jérusalem, mourut en 1118. Quelques seigneurs de Terre Sainte s'embarquèrent alors vers la France pour offrir à Eustache la succession du royaume. Il l'accepta et entreprit de traverser l'Italie pour prendre possession de son héritage. Arrivé dans les Pouilles, il apprit que les barons d'Outremer avaient déjà élevé Baudouin du Bourg sur le trône afin d'éviter un interrègne trop long qui aurait pu mettre le royaume à la merci des incursions musulmanes.
On le vit guerroyer en Flandre et construire l'église Saint-Nicolas[Laquelle ?]. Il abdiqua en 1125, pour se faire moine à Rumilly, dépendance du prieuré Saint-Pierre.

## Mariage et descendance
Il épousa, vers 1101, Marie, fille de Malcolm III, roi d'Écosse, et de Marguerite d'Angleterre et eurent :
- Mathilde de Boulogne (v. 1103-1152), comtesse de Boulogne, mariée à Étienne de Blois (v. 1092-1154), comte de Mortain et futur roi d'Angleterre (1135-1154) ;
- Ralf[2],[3].